# Notger
Notger, Notker – imię męskie pochodzenia germańskiego. Oznacza „walcząca włócznia”. Imię to posiada kilku patronów, m.in. bł. Notker Balbulus.
Notger imieniny obchodzi 6 kwietnia, 9 kwietnia i 10 kwietnia.